# Kessleria corusca
Kessleria corusca es una especie de polilla del género Kessleria, familia Yponomeutidae.
Fue descrita científicamente por Meyrick en 1914.